# Элехальде, Карра
Карлос (Карра) Элехальде Гараи (исп. Carlos "Karra" Elejalde Garai; род. 10 октября 1960, Витория) — испанский актёр, режиссёр и сценарист. Лауреат премии «Гойя» 2010 года за лучшую роль второго плана в фильме «Они продают даже дождь».

## Биография
Элехальде изучал драматическое искусство и актёрское мастерство и работал в независимых театральных постановках в Стране Басков. Дебютировал в кинематографе в 1987 году в фильме «Четыре ветра». Выступил режиссёром в двух фильмах «Торапия» (2004) y «Год Марии» (1999).

## Фильмография
- 1992: Коровы
- 1993: Кика
- 1993: Рыжая белка
- 1993: Операция «Мутанты»
- 1994: Считанные дни
- 1996: Земля
- 1999: Без имени
- 2007: Временная петля - Гектор
- 2010: Они продают даже дождь
- 2010: Бьютифул
- 2012: Апельсиновый мёд
- 2014: Восемь баскских фамилий
- 2016: 100 метров